# 丸屋九兵衛 (義民)
丸屋 九兵衛（まるや くへえ、? - 天明8年1月23日（1788年2月29日））は、江戸時代中期の一揆指導者。

## 経歴・人物
山城伏見京町北7丁目の町年寄。
天明5年（1785年）伏見奉行の小堀政方の苛政に反対し、文珠九助らと共に江戸の寺社奉行へ越訴した（伏見町民一揆）。結果政方は職を免じられたが、九兵衛は吟味中に病死する。死後、2人は無罪となった。